# ولد الديرة
ولد الديرة (5 مارس 1967 -)، ممثل كويتي.

## عن حياته
اسمه الحقيقي خالد راشد سعيد العقروقة هو من مواليد منطقة الدسمة في الكويت، وهو شقيق الممثل الراحل محمد راشد العقروقة.
بدأت شهرته تتسع عندما قدم عدة مسرحيات مع الكاتب المسرحي الكويتي محمد الرشود مثل «لولاكي» و«الكرة مدورة» و«بشت المدير». وأما بالنسبة للتلفزيون فقد ظهر ولد الديرة في الكثير من الأعمال التلفزيونية الناجحة مثل البرنامج المنوع «خذ وخل» مع النجمان داوود حسين وإنتصار الشراح، وأيضا شارك بمسلسلين مع الفنان النجم عبد الله الحبيل وهما «رجل سنة ستين» والمسلسل الكوميدي الشيق «صالح تحت التدريب».

## مرضه
في أواخر عام 2009م أصيب بمرض سرطان القولون وأرسل للعلاج في المستشفى الأمريكي في تايلند، اهتمت جريدة الرأي بتغطية رحلته العلاجية وكتابة مقالات عنها من فترة إلى أخرى، وتكفلت وزارة الصحة الكويتية بتكاليف علاجه في البداية لكنها سرعان ما تخلت عنه، بعد ذلك تولى الشيخ محمد بن زايد تكاليف علاجه لسنوات عديدة والذي كان مكتبه يراقب حالته الصحية أولا بأول وباهتمام بالغ، وقام ولد الديرة بكتابة قصيدة باللهجة الكويتية وهو على فراش المرض انتقد فيها تجاهل وزارة الصحة الكويتية له وسماها «وصية ولد الديرة»:

## عودته من رحلة العلاج
في 15 إبريل 2015م عاد ولد الديرة إلى الكويت بعد رحلة علاج دامت 6 سنوات في المستشفى الأمريكي في مملكة تايلاند، وحظي بإستقبال كبير في مطار الكويت أثناء وصوله.

## أعماله

### من المسلسلات
- حضيضان اكسبرس.
- خذ وخل.
- العقاب.
- صالح تحت التدريب.
- رجل سنة ستين.
- و تبقى الجذور.
- لعبة الكبار.
- بيت بونشمي.
- زماني على كيفي.
- عائلة بالألوان.
- جنون المال.
- خال الحكم.
- وحيد والمخبرين.
- دكان بونواف - الموسم الثالث.

### من المسرحيات
- هالو بانكوك.
- الكرة مدورة.
- شيكات بدون رصيد.
- وراهم وراهم.
- لولاكي.
- طاح مخروش.
- شربكه دربكه.
- هذا ولدنا.
- الود ده كويتي.
- ليلى والعملاق.
- عايلة بوعبود.
- بشت المدير.
- مشاكل.
- الخواف.
- حب في الفلوجة.
- العصابة في الوادي.
- أشباح ام علي.
- جسد بلا روح.
- من حبنها لها.
- ابديت.
- جزيرة الديناصور.
- فالتوه 2.
- ينانوة جليعة 2

### من الأفلام
- العتر
- فيلم مينون ومناخوليا

### من البرامج
- قرقيعان 3.

## روابط خارجية
- ولد الديرة على موقع قاعدة بيانات الأفلام العربية